# Distrito de Admiralteysky
El distrito de Admiralteysky (en ruso: Адмиралте́йский райо́н, Admiralteyskiy rayon) es un distrito de la ciudad federal de San Petersburgo, Rusia. Limita con el río Neva en el norte y en el oeste, el río Yekateringofka en el suroeste, las áreas alrededor de la calle Gorokhovaya en el este y las áreas alrededor de la avenida Zagorodny en el sur. La población del distrito es de 157 897 habitantes (datos del censo de 2010).

## Distritos
Admiralteysky se compone, a su vez, de los siguientes okrugs municipales:
- Admiralteysky
- Izmaylovskoye
- Kolomna
- Semyonovsky
- Sennoy
- Yekateringofsky